# San Juan Colorado
San Juan Colorado är en kommun i Mexiko.   Den ligger i delstaten Oaxaca, i den sydöstra delen av landet, 400 km söder om huvudstaden Mexico City.
Följande samhällen finns i San Juan Colorado:
- Nuevo Progreso
- Peñas Negras
- Agua Fría
- Arroyo del Platanar